# Виндег (Болцано)
Виндег је насеље у Италији у округу Болцано, региону Трентино-Јужни Тирол.
Према процени из 2011. у насељу је живело 99 становника. Насеље се налази на надморској висини од 646 м.